# Henriette Bosché
Henriette Bosché (Brussel·les, 1872 - ?) va ser una artista, decoradora i professora belga activa a la primera meitat del segle xx.

## Introducció
Henriette Bosché va treballar diferents especialitats artístiques com ara gravats, disseny de mobles, brodats i puntes. També va pintar bodegons i paisatges caracteritzats per un estil figuratiu i íntim. El 1905 va fundar la primera associació de dones decoradores. Igualment, va ser membre de l'organització artística de Brussel·les Les Arts de la Femme (1908-1918), on va impartir classes, entre d'altres, a l'escola de punta de boixets que es va fundar en aquesta organització l'any 1909.

## Activitat pedagògica
Juntament amb Adolphe Crespin, va tenir un paper important en la reforma de l'educació artística de l'època. Va fundar el departament d'arts decoratives modernes de l'escola Fernand Cocq d'Ixelles, de la qual Elisabeth Prins va ser una de les seves alumnes. L'èxit del seu enfocament pedagògic va fer que la convidessin a ensenyar a diverses escoles i a formar futurs professors. Va formar els seus alumnes en distintes matèries, donant classes d'estètica a l'Ecole Central de service social i, des de 1936, va ser directora dels Ateliers d'Art de Brussel·les. Cap al 1910 va establir el seu propi estudi d'arts decoratives a casa seva, a Ixelles, dissenyat per l'arquitecte Paul Hamesse. Durant la Primera Guerra Mundial va posar aquest estudi a disposició dels seus alumnes i va donar-hi classes gratuïtes.

## Participació en exposicions
Boshé va mostrar la seva obra en nombroses exposicions. Els anys 1924 i 1931 va participar en les exposicions de l'associació d'artistes de Brussel·les Cercle Artistique et Littéraire. També va participar en exposicions internacionals i exposicions mundials a ciutats com Torí (1902), Lieja (1905), Milà (1906), Brussel·les (1910), Haarlem (1914) o París (1925).
A l'Exposició Internacional d'Arts Decoratives i Indústries Modernes de París, de l'any 1925, va exposar el conjunt 'Bureau d'Information' al pavelló belga dissenyat per Victor Horta. El conjunt estava format per un escriptori i una llibreria amb un panell brodat. Bosché va concedir permís a la cooperativa editorial d'orientació modernista L'Equerre per exposar a l'interior que ella havia dissenyat.